# Kadiatou Touré
Kadiatou Touré (18 de janeiro de 1983) é uma basquetebolista malinesa.

## Carreira
Kadiatou Touré integrou a Seleção Malinesa de Basquetebol Feminino em Pequim 2008, terminando na décima-segunda posição.